# Manmaiju
Manmaiju – gaun wikas samiti w środkowej części Nepalu w strefie Bagmati w dystrykcie Katmandu. Według nepalskiego spisu powszechnego z 2001 roku liczył on 2539 gospodarstw domowych i 10959 mieszkańców (5307 kobiet i 5652 mężczyzn).